# 上野三郎
上野 三郎（うえの さぶろう、1894年（明治27年）9月 - ?）は、日本の実業家。下野製紙取締役東京支店長、三和製紙、旭土地取締役。五代上野松次郎の三男。六代上野松次郎の弟。

## 人物
栃木県宇都宮市生まれ。肥料商、栃木県多額納税者・上野松次郎の三男。1921年、慶應義塾大学部理財科卒業。藤本ビルブローカー本店東京支店各勤務。
1928年、分家した。趣味は洋画、登山、書道。宗教は曹洞宗。東京府在籍で、住所は東京市本郷区駒込上富士前町。

## 家族・親族
上野家
- 妻
  - さだ子（1904年 - ?、埼玉、田村新蔵の五女）[4]
  - 壽子（1909年 - ?、東京、田村富次郎の二女）[1][3]
- 男（1926年 - ?）[1][3]
- 三男（1931年 - ?）[1][3]
- 四男（1933年 - ?）[1][3]

親戚
- 妻の父・田村新蔵（埼玉県多額納税者、農業並びに洋紙、砂糖、小麦粉販売業）